# Sušica (řeka)
Sušica (bulharsky Сушица) je řeka v jižním Bulharsku v Plovdivské oblasti. Je pravým přítokem Jugovské řeky, povodí má o rozloze 62 km2 a délka řeky činí 24 km.

## Popis toku
Řeka pramení v pohoří Západní Rodopy, v podhůří vrchu Sini Vrachati, v nadmořské výšce 1536 m n. m. Teče hlubokým krasovým údolím západním až severozápadním směrem a po 24 kilometrech toku se vlévá do Jugovské řeky 1,7 km jihovýchodně od vesnice Jugovo.

## Zajímavosti
Řeka má největší průtok v květnu a nejmenší v srpnu.
Protéká v blízkosti vesnic Mostovo a Sini Vrǎch.
Větší část toku je se nachází v hranicích Přírodní rezervace Červená stěna a rybolov v řece je zakázán.